# 미-고

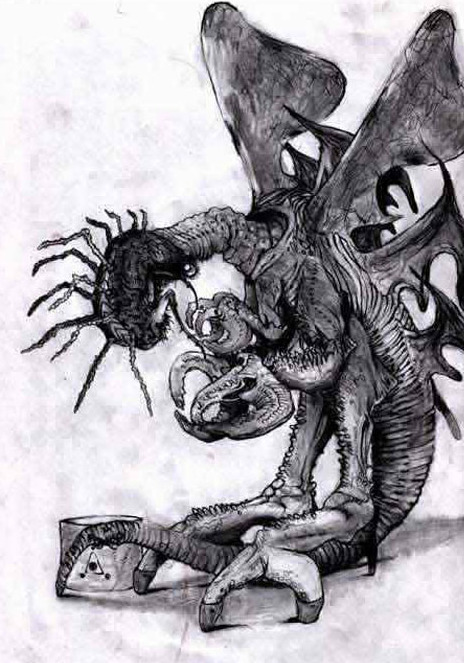

미-고(Mi-Go), 혹은 "유고스로부터의 균사체"는 하워드 필립스 러브크래프트의 크툴후 신화에 등장하는 외계의 종족이다. 미-고는 인간 크기의 갑각류, 균사체 생명체로, 우주 멀리 항행이 가능한 날개를 갖고 있다. 이들은 태양계 외부에서 기원했으나 현재는 명왕성(신화상 지명으로 유고스)을 차지해 있다. 미-고는 지구에서 자연적으로 생기지 않는 물질로 이루어져 있으며, 5피트 크기의 갑각류 몸통의 분절된 사지 외에 여러 촉수가 달려 있어 지느러미나 날개처럼 보인다. 이 외에 한 쌍의 박쥐 날개와 같은 것이 달려 있어 우주의 에테르를 따라 날 수 있다. 이 날개는 지구에서는 잘 작동하지 않는다.
미-고는 자원의 채취를 위해 종종 지구에 들르며 인간을 채집하는데, 인간의 두개골에서 뇌를 꺼내 "뇌 실린더"라 불리는 장치에 담아 유고스까지 데려간다. 뇌는 이 장치를 통해 말하고, 보고, 들을 수 있게 된다.
미-고는 요그-쇼토스, 니알랏호텝, 슙-니구라스 및 유고스의 구덩이에 거주하는 크샤크슈클루스 등을 숭배하나, 그들은 종교적인 열정보다는 과학적 탐구에 더 관심이 많다. 미-고의 도덕 체계는 인간의 것과 판이하게 달라 인간에게는 사악하게 비칠 수 있다.